# Hochtief Concessions
Die Hochtief Concessions AG mit Sitz in Essen war als hundertprozentige Tochtergesellschaft des Hochtief-Konzerns verantwortlich für die Entwicklung und Realisierung von Konzessions- und Betreiberprojekten. Zu den Geschäftsfeldern zählten Flughäfen, Straßen, Soziale Infrastruktur/Öffentlicher Hochbau sowie weitere Public-Private-Partnership-Projekte mit den damaligen Tochtergesellschaften Hochtief Airport und Hochtief PPP Solutions.
Das Unternehmen wurde mit Wirkung zum 31. August 2012 mit der Hochtief Aktiengesellschaft verschmolzen.

## Gescheiterter Börsengang und Verkaufsbemühungen
Hochtief plante im Jahr 2009 einen Börsengang der zu diesem Zwecke gegründeten Hochtief Concession, dieser wurde aber Anfang Dezember 2009 wegen eines ungünstigen Börsenumfelds abgesagt. Im November 2010 kündigte Hochtief im Rahmen eines feindlichen Übernahmeangebots durch den spanischen Baukonzern ACS nochmals die beabsichtigte Komplettveräußerung seiner Tochter an. Später wurde bekannt, dass sich die Verkaufsbemühungen auf die Tochter Hochtief Airport beschränkten; der Verkauf der Hochtief Airport mit den Flughafenbeteiligungen erfolgte dann im Mai 2013.
Das Ergebnis vor Steuern lag 2010 bei 84 Mio. €, das Portfolio umfasste zirka 100 Schulen, ein Bürgerzentrum, eine Kaserne, zwei Geothermieprojekte, mehrere Polizeieinrichtungen, sieben Straßen und sechs Flughafen-Beteiligungen. Der Portfoliowert betrug 1,68 Mrd. €, davon entfielen auf Flughäfen 1.351 Mio. €, auf Straßen 246 Mio. € und auf Soziale-Infrastruktur-Projekte 77 Mio. €.
Das Portfolio (exklusive der verkauften Flughafenbeteiligungen) ist seit Verschmelzung der Hochtief Concession komplett bei der Tochter Hochtief PPP Solutions angesiedelt.